# Међународни рачуноводствени стандард 28
МРС 28 - Рачуноводствено обухватање улагања у придружена предузећа
Овај стандард примењују инвеститори у рачуноводственом обухватању улагања у придружена предузећа, тј. она у којима имају значајан утицај, али који није ни зависно предузеће ни заједнички подухват инвеститора. Значајан утицај је моћ учешћа у одлучивању о финансијској и пословној политици корисника улагања ради остваривања користи од његових активности, али није и контрола над тим политикама. Инвеститор има значајан утицај ако има 20% или више права гласа у кориснику улагања, заступљен је значајно у управном одбору, учествује у креирању политике, послова, избору руководства и сл.
Улагање се прво исказује по набавној вредности, а затим се прилагођава променама на инвеститоровом уделу у нето имовини корисника улагања. Удео инвеститора у резултатима пословања корисника улагања се исказује у билансу успеха. У финансијским извештајима инвеститор обелодањује преглед значајних придружених предузећа, проценат власничког интереса и проценат права гласа. Улагања се по методу учешћа класификују као дугорочна средства у Билансу стања док се добитак или губитак из таквих улагања посебно исказују у Билансу успеха.